# Edwin Leonard Gill
Pour les articles homonymes, voir Gill.
Edwin Leonard Gill (Redhill, 17 novembre 1877 — Le Cap, 5 juillet 1956) est un ornithologue, taxidermiste et conservateur de musée britannique. Il dirige d'abord le Musée Hancock d'histoire naturelle (1901-1922), puis le Muséum national d'Histoire naturelle d'Écosse (1922-1924), et enfin l'Iziko South African Museum (en) (1925-1942).

## Biographie
Edwin Leonard Gill est né à Redhill, dans le Surrey, le 17 novembre 1877, dans une famille quaker. Il étudie à l'Université de Manchester.
En 1901, il est nommé conservateur du Musée Hancock d'histoire naturelle de Newcastle. Durant la Première Guerre mondiale, il prend un congé pour s'engager dans la Friends' Ambulance Unit, où il travaille notamment comme cuisinier. Il est démobilisé en février 1919, date à laquelle il reprend son poste.
En août 1922, il quitte le musée Hancock pour le Muséum national d'Histoire naturelle d'Écosse, à Édimbourg, où il est chargé du département d'ornithologie et où il reste deux ans.
En 1924, il accepte la direction du Muséum d'Afrique du Sud (aujourd'hui Iziko South African Museum (en)), où il prend son poste le 1er janvier 1925. Il y a fait faire beaucoup d'aménagements et d'agrandissements. Il prend sa retraite en 1942, à 64 ans.
Gill est parti en Afrique du Sud avec sa sœur Marion Gill, qui réalise les illustrations de son livre A First Guide to South African Birds, publié en 1936 et réédité plusieurs fois.
En 1925, à son arrivée en Afrique du Sud, il devient membre de la Société royale d'Afrique du Sud. 
Il est mort au Cap le 5 juillet 1956.

## Publications
- A First Guide to South African Birds, Cape Town, M. Miller Ltd., 1936[5] (illustrations de Marion Gill).